# 쾌걸 조로 (1920년 영화)
쾌걸 조로(The Mark Of Zorro)는 미국에서 제작된 프레드 니블로 감독의 1920년 영화이다.
이 영화는 페어뱅크스, 더글러스 페어뱅크스 픽처스 코퍼레이션에 의해 제작되었으며 유나이티드 아티스츠가 개봉한 첫 영화이다.

## 출연
- 더글러스 페어뱅크스 - Don Diego Vega/Señor Zorro
- en:Marguerite De La Motte - Lolita Pulido
- en:Noah Beery Sr. - Sergeant Pedro Gonzales
- en:Charles Hill Mailes - Don Carlos Pulido
- 클레어 맥도웰 - Doña Catalina Pulido
- Robert McKim - Captain Juan Ramon
- en:George Periolat - Governor Alvarado
- Walt Whitman - Father Felipe
- en:Sidney De Gray - Don Alejandro Vega
- en:Tote Du Crow - Bernardo, Don Diego's mute servant
- 노아 베리 주니어 - Boy
- 찰스 스티븐스 - Peon beaten by Sergeant Gonzales
- 밀턴 베를 (영화 크레딧에 언급되지 않은 아이)

## 제작진
- 원작자: 존스턴 매컬리